# Florissant (Misuri)
Florissant es una ciudad ubicada en el condado de San Luis en el estado estadounidense de Misuri. En el Censo de 2010 tenía una población de 52158 habitantes y una densidad poblacional de 1.564,63 personas por km².

## Geografía
Florissant se encuentra ubicada en las coordenadas 38°47′59″N 90°19′38″O / 38.79972, -90.32722. Según la Oficina del Censo de los Estados Unidos, Florissant tiene una superficie total de 33.34 km², de la cual 32.53 km² corresponden a tierra firme y (2.41%) 0.8 km² es agua.

## Demografía
Según el censo de 2010, había 52158 personas residiendo en Florissant. La densidad de población era de 1.564,63 hab./km². De los 52158 habitantes, Florissant estaba compuesto por el 69.3% blancos, el 26.76% eran afroamericanos, el 0.22% eran amerindios, el 0.76% eran asiáticos, el 0.04% eran isleños del Pacífico, el 0.61% eran de otras razas y el 2.3% pertenecían a dos o más razas. Del total de la población el 1.97% eran hispanos o latinos de cualquier raza.